# Seaca (gmina Poboru)
Seaca – wieś w Rumunii, w okręgu Aluta, w gminie Poboru. W 2011 roku liczyła 275 mieszkańców.